# Cormelles-le-Royal
Cormelles-le-Royal (kɔʁ.mɛl.lə.ʁwa.jalⓘ) es una comuna francesa situada en el departamento de Calvados, en la región Normandía.

## Demografía
| 1245 | 1862 | 3099 | 3442 | 4604 | 4599 | 4959 |
| Para los censos de 1962 a 1999 la población legal corresponde a la población sin duplicidades (Fuente: INSEE [Consultar]) |      |      |      |      |      |      |